# Bas Pruyser
Bas Pruyser (Amsterdam, 1950) is een Nederlands industrieel ontwerper, vooral bekend om zijn ontwerp van de Capitole-afvalbak.

## Studie
Pruyser studeerde in 1975 cum laude af aan de Gerrit Rietveld Academie in Amsterdam, afdeling Industriële Vormgeving. Zijn afstudeerproject was het ontwikkelen en ontwerpen van een kunststof, geluidarm railsysteem voor stalen schuifdeurkasten voor Oda in Sint-Oedenrode, een fabriek van Ahrend.

## Carrière

### Ahrend
Na zijn afstuderen in 1975 werkte Pruyser tot 2012, deels parttime, voor Ahrend. Hij begon bij het Ahrend Design Team, onder leiding van hoofdontwerper Friso Kramer. Later werkte hij als Technisch Product Specialist in samenwerking met de afdeling Marketing. Tijdens zijn loopbaan ontwierp hij diverse meubels, zoals verstelbare werkbladen en een museumbank voor het Rijksmuseum Amsterdam. Een van zijn belangrijkste projecten was het herontwerp van het Mehes-systeem, een modulair kantoormeubelsysteem. Pruyser vereenvoudigde de constructie van de poten en ontwikkelde het Mehes-plus-systeem, dat onder andere werd toegepast in het kantoor van de Hong Kong and Shanghai Banking Corporation. Architect Norman Foster koos specifiek voor dit systeem vanwege Pruysers verbeteringen.

### Bammens
Naast zijn werk voor Ahrend werkte Pruyser vanaf 1996 ook als freelancer voor Bammens in Maarssen. Dit bedrijf produceerde stalen containers en afvalbakken voor de openbare ruimte. Pruyser adviseerde bij ontwerp, grafische vormgeving en fotografie. Door zijn contacten met, onder andere, de gemeente Amsterdam, heeft Pruyser meegewerkt aan diverse projecten, waaronder het ontwerp van afvalbakken en producten voor de ondergrondse inzameling van afval.

#### Capitole

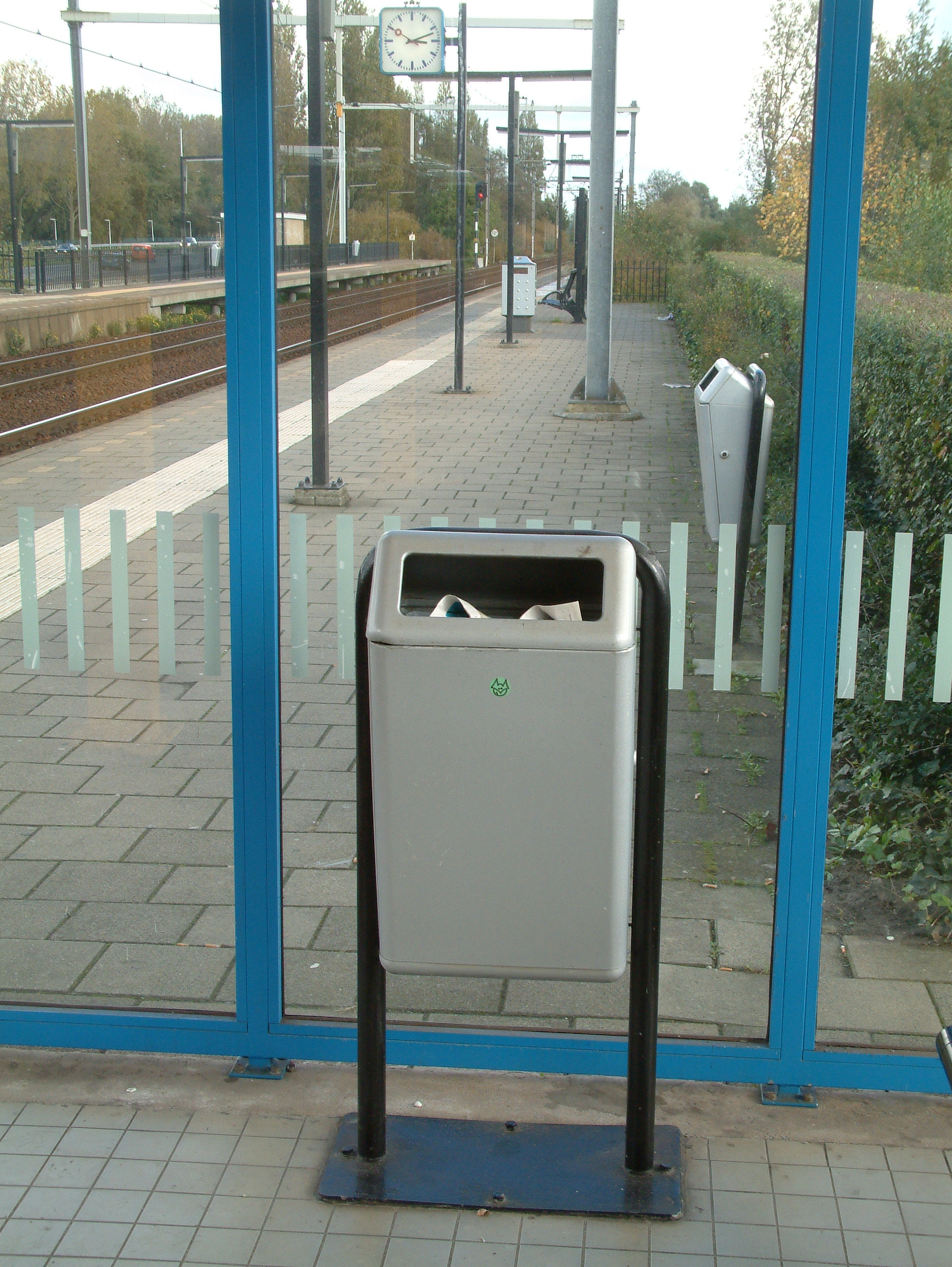
Twee Capitole's op een station in Zoetermeer

Pruysers bekendste ontwerp is de Capitole-afvalbak. Na de kroningsrellen in Amsterdam in 1980, waarbij veel plastic afvalbakken in brand werden gestoken, was er echter veel vraag naar een vandalismebestendige afvalbak. De Capitole, gemaakt van staal en met een robuuste beugel, bleek hiervoor een goede oplossing. Kort daarna volgde Schiphol met een bestelling voor de Capitole.
De Capitole wordt geproduceerd door Bammens. Het bedrijf produceert jaarlijks zo'n 10.000 exemplaren van de afvalbak. In Europa staan er inmiddels meer dan 400.000. In 2020 vierde de Capitole zijn 40-jarig bestaan. Pruyser heeft ter ere hiervan het boek De Capitole. 40 jaar dé afvalbak van Nederland geschreven.

## Erkenning
Tijdens zijn studie aan de Rietveld Academie won Pruyser de Aanmoedigingsprijs van de Amsterdamse Kunstraad voor het ontwerp van een afvalbak. In 1981 ontving hij de Kho Liang Ie-prijs voor het ontwerp van de Capitole.
De Capitole werd tentoongesteld in verschillende musea, waaronder het Stedelijk Museum Amsterdam en Museum Boijmans van Beuningen in Rotterdam. De Capitole was ook de Nederlandse inzending voor de tentoonstelling Design Derby in Gent.

## Persoonlijk
Pruyser is getrouwd en heeft sinds 1996 samen met zijn echtgenote een eigen ontwerpstudio.